# Eugen Schiffer
Eugen Schiffer est un homme politique allemand, né le 14 février 1860 à Breslau (Royaume de Prusse) et mort le 5 septembre 1954 à Berlin.
Membre du NLM, du DDP, du LDPD puis du FDP, il est ministre des Finances en 1919 puis ministre de la Justice de 1919 à 1920 et en 1921.